# Damir Filipović
Pour les articles homonymes, voir Filipović.
Damir Filipović (né en 1970 en Suisse) est un mathématicien suisse spécialisé dans la finance quantitative. Il est titulaire de la chaire Swissquote en finance quantitative et directeur du Swiss Finance Institute (en) de l'École polytechnique fédérale de Lausanne.

## Carrière
Filipović étudie les mathématiques à l'ETH Zurich et obtient son diplôme de master en 1995. Il rejoint Freddy Delbaen en tant que doctorant et a obtenu en 2000 avec une thèse sur la finance mathématique intitulée "Consistency problems for HJM interest rate models" ("Problèmes de cohérence pour les modèles de taux d'intérêt HJM".
En tant que chercheur postdoctoral, il rejoint l'Université technique de Vienne (2000), l'Université Stanford (2001) et l'Université de Princeton (2001) pour travailler sur les problèmes de cohérence des modèles de taux d'intérêt Heath-Jarrow-Morton (en) et les processus et applications affines en finance.
De 2002 à 2003, il est professeur adjoint au Département de recherche opérationnelle et d'ingénierie financière de l'université de Princeton. En tant que consultant scientifique pour les tests de solvabilité et l'analyse des risques en assurance (Swiss Solvency Test (en)), il rejoint l'Office fédéral des assurances privées (OPB) en 2003. En 2004, il devient professeur titulaire à la chaire de mathématiques financières et d'assurance à l'Université Louis-et-Maximilien de Munich. En 2007, il est nommé directeur de l'Institut des finances de Vienne et professeur titulaire à l' Université de Vienne .
Depuis 2010, il est titulaire de la chaire Swissquote en finance quantitative et directeur du Swiss Finance Institute (en) de l'École polytechnique fédérale de Lausanne (EPFL),,.

## Recherche
Les recherches de Filipović se concentrent sur la finance quantitative en s'appuyant de manière interdisciplinaire sur des domaines tels que la finance quantitative, la gestion quantitative des risques et l'apprentissage automatique en finance. Il vise à la fois l'avancement de la compréhension théorique de l'ingénierie financière et sa mise en œuvre dans l'industrie financière et les politiques gouvernementales. Ses intérêts de recherche englobent les processus polynomiaux et leurs applications en finance, le risque systémique dans les réseaux financiers,, les taux d'intérêt,,,,, le risque de crédit ,, la volatilité stochastique,, les processus stochastiques,,,, la gestion quantitative des risques et réglementation, et l'apprentissage automatique en finance,.

## Distinctions
Filipović est le lauréat 2016 du prix Louis-Bachelier décerné par la London Mathematical Society, la Natixis Foundation for Quantitative Research et la Société de Mathématiques Appliquées et Industrielles,.
Il est membre et ancien président (2016-2017) de la société financière Bachelier.
Il a été rédacteur en chef adjoint de revues universitaires telles que Mathematics and Financial Economics, Stochastics, SIAM Journal on Financial Mathematics, Mathematical Finance et Finance and Stochastics.

## Publications
- Duffie, Filipović et Schachermayer, « Affine processes and applications in finance », The Annals of Applied Probability, vol. 13, no 3,‎ 1er août 2003 (ISSN 1050-5164, DOI 10.1214/aoap/1060202833, S2CID 6340845, lire en ligne)
- Cheridito, Filipović et Yor, « Equivalent and absolutely continuous measure changes for jump-diffusion processes », The Annals of Applied Probability, vol. 15, no 3,‎ 1er août 2005 (ISSN 1050-5164, DOI 10.1214/105051605000000197, S2CID 2504454, lire en ligne)
- Cheridito, Filipović et Kimmel, « Market price of risk specifications for affine models: Theory and evidence☆ », Journal of Financial Economics, vol. 83, no 1,‎ janvier 2007, p. 123–170 (ISSN 0304-405X, DOI 10.1016/j.jfineco.2005.09.008, lire en ligne)
- Damir Filipovic, Term-Structure Models, 2009 (ISBN 978-3-540-09726-6, DOI 10.1007/978-3-540-68015-4, lire en ligne)
- Filipović, Overbeck et Schmidt, « Dynamic Cdo Term Structure Modeling », Mathematical Finance, vol. 21, no 1,‎ 22 septembre 2010, p. 53–71 (ISSN 0960-1627, DOI 10.1111/j.1467-9965.2010.00421.x, S2CID 14323028, lire en ligne)
- Cuchiero, Filipović, Mayerhofer et Teichmann, « Affine processes on positive semidefinite matrices », The Annals of Applied Probability, vol. 21, no 2,‎ 1er avril 2011 (ISSN 1050-5164, DOI 10.1214/10-aap710, S2CID 15944588, lire en ligne)
- Filipović et Trolle, « The term structure of interbank risk », Journal of Financial Economics, vol. 109, no 3,‎ septembre 2013, p. 707–733 (ISSN 0304-405X, DOI 10.1016/j.jfineco.2013.03.014, lire en ligne)
- Filipović, Mayerhofer et Schneider, « Density approximations for multivariate affine jump-diffusion processes », Journal of Econometrics, vol. 176, no 2,‎ octobre 2013, p. 93–111 (ISSN 0304-4076, DOI 10.1016/j.jeconom.2012.12.003, S2CID 122805766, lire en ligne)
- Filipović, Kremslehner et Muermann, « Optimal Investment and Premium Policies Under Risk Shifting and Solvency Regulation », Journal of Risk and Insurance, vol. 82, no 2,‎ 16 janvier 2014, p. 261–288 (ISSN 0022-4367, DOI 10.1111/jori.12021, arXiv 1103.1729, S2CID 340316, lire en ligne)
- Cambou et Filipović, « Model Uncertainty and Scenario Aggregation », Mathematical Finance, vol. 27, no 2,‎ 19 juin 2015, p. 534–567 (ISSN 0960-1627, DOI 10.1111/mafi.12097, S2CID 157683249, lire en ligne)
- Filipović, Gourier et Mancini, « Quadratic variance swap models », Journal of Financial Economics, vol. 119, no 1,‎ janvier 2016, p. 44–68 (ISSN 0304-405X, DOI 10.1016/j.jfineco.2015.08.015, lire en ligne)
- FILIPOVIĆ, LARSSON et TROLLE, « Linear-Rational Term Structure Models », The Journal of Finance, vol. 72, no 2,‎ 21 mars 2017, p. 655–704 (ISSN 0022-1082, DOI 10.1111/jofi.12488, lire en ligne)
- Cambou et Filipović, « Replicating portfolio approach to capital calculation », Finance and Stochastics, vol. 22, no 1,‎ 13 novembre 2017, p. 181–203 (ISSN 0949-2984, DOI 10.1007/s00780-017-0347-1, S2CID 508079, lire en ligne)
- Ackerer, Filipović et Pulido, « The Jacobi stochastic volatility model », Finance and Stochastics, vol. 22, no 3,‎ 18 mai 2018, p. 667–700 (ISSN 0949-2984, DOI 10.1007/s00780-018-0364-8, arXiv 1605.07099, S2CID 49415504, lire en ligne)
- Filipović, Larsson et Trolle, « On the relation between linearity-generating processes and linear-rational models », Mathematical Finance, vol. 29, no 3,‎ 1er octobre 2018, p. 804–826 (ISSN 0960-1627, DOI 10.1111/mafi.12198, arXiv 1806.03153, S2CID 158476820, lire en ligne)
- Ackerer et Filipović, « Linear credit risk models », Finance and Stochastics, vol. 24, no 1,‎ 4 octobre 2019, p. 169–214 (ISSN 0949-2984, DOI 10.1007/s00780-019-00409-z, arXiv 1605.07419, S2CID 209509242, lire en ligne)
- Boudabsa et Filipovic, « Machine Learning With Kernels for Portfolio Valuation and Risk Management », SSRN Electronic Journal,‎ 2019 (ISSN 1556-5068, DOI 10.2139/ssrn.3401539, arXiv 1906.03726, S2CID 182952325, lire en ligne)
- Amini, Filipović et Minca, « Systemic Risk in Networks with a Central Node », SIAM Journal on Financial Mathematics, vol. 11, no 1,‎ janvier 2020, p. 60–98 (ISSN 1945-497X, DOI 10.1137/18m1184667, S2CID 214014802, lire en ligne)
- Fernandez Arjona et Filipovic, « A machine learning approach to portfolio pricing and risk management for high-dimensional problems », SSRN Electronic Journal,‎ 2020 (ISSN 1556-5068, DOI 10.2139/ssrn.3588376, arXiv 2004.14149, S2CID 216641606, lire en ligne)